# Lijst van voetbalinterlands Guatemala - Venezuela
Deze lijst van voetbalinterlands is een overzicht van alle officiële voetbalwedstrijden tussen de nationale teams van Guatemala en Venezuela. De landen speelden tot op heden negen keer tegen elkaar. De eerste ontmoeting, een vriendschappelijke wedstrijd, vond plaats in Barranquilla op 23 december 1946. Het laatste duel, eveneens een vriendschappelijke wedstrijd, werd gespeeld op 24 maart 2024 in Houston (Verenigde Staten).

## Wedstrijden
| № | Plaats          | Datum            | Competitie        | Wedstrijd             | Uitslag |
| - | --------------- | ---------------- | ----------------- | --------------------- | ------- |
| 1 | Barranquilla    | 23 december 1946 | Vriendschappelijk | Venezuela – Guatemala | 3 – 2   |
| 2 | Guatemala-Stad  | 27 maart 1996    | Vriendschappelijk | Guatemala – Venezuela | 3 – 0   |
| 3 | Caracas         | 21 december 2004 | Vriendschappelijk | Venezuela – Guatemala | 0 – 1   |
| 4 | Caracas         | 15 november 2006 | Vriendschappelijk | Venezuela – Guatemala | 2 – 1   |
| 5 | Maturín         | 11 februari 2009 | Vriendschappelijk | Venezuela – Guatemala | 2 – 1   |
| 6 | Guatemala-Stad  | 1 juni 2011      | Vriendschappelijk | Guatemala – Venezuela | 0 – 2   |
| 7 | Fort Lauderdale | 1 juni 2016      | Vriendschappelijk | Guatemala – Venezuela | 1 – 1   |
| 8 | East Hartford   | 18 juni 2023     | Vriendschappelijk | Guatemala – Venezuela | 0 – 1   |
| 9 | Houston         | 24 maart 2024    | Vriendschappelijk | Guatemala − Venezuela | 0 − 0   |

## Samenvatting
| Competitie        | Totaal gespeeld | Winst Guatemala | Gelijk | Winst Venezuela | Doelsaldo Guatemala – Venezuela |
| ----------------- | --------------- | --------------- | ------ | --------------- | ------------------------------- |
| Vriendschappelijk | 9               | 2               | 2      | 5               | 9 − 11                          |
| Totaal            | 9               | 2               | 2      | 5               | 9 − 11                          |

## Details

### Tweede ontmoeting
| Vriendschappelijk (Guatemala-Stad, Guatemala, 27 maart 1996):      |              |                  |
| Guatemala                                                          | 3 – 0        | Venezuela        |
| Juan Carlos Plata 11' Juan Carlos Plata 26' Rudy Ramírez 87'       | goals        |                  |
|                                                                    | rode kaarten | 33' Stalin Rivas |
| - Debuut van Ruberth Morán en Luis José Vallenilla voor Venezuela. |              |                  |

### Derde ontmoeting
| Vriendschappelijk (Caracas, Venezuela, 21 december 2004): |              | |
| Venezuela | 0 – 1        | Guatemala |
| | goals        | 88' Carlos Ruiz |
| Richard Páez | bondscoach   | Ramón Maradiaga |
| Javier Toyo Fernando de Ornelas 46' Leonel Vielma Andrés Rouga Jorge Alberto Rojas 46' Héctor González Andreé González Leopoldo Jiménez 46' Ricardo Páez 58' Giancarlo Maldonado 67' José Torrealba 46' | opstellingen | 46' Miguel Ángel Klée 41' Néstor Martínez Nelson Morales Víctor Hernández 72' Ángel Sanabria 62' Mario Rodríguez 62' Guillermo Ramírez Fredy Thompson 62' Gonzalo Romero Dwight Pezzarossi Carlos Ruíz |
| César González 46' Gabriel Cichero 46' Miguel Mea Vitali 46' Rafael Castellín 46' Ebelio Hernández 58' Alexis Acuña 67'                                                                                 | wissels      | 41' Gustavo Cabrera 46' Ricardo Trigueño 62' Mario Navas 62' José Zacarias Antonio 72' Mynor Davila |
| Héctor González 49' | gele kaarten | 60' Néstor Martínez 73' Carlos Ruíz |

### Vierde ontmoeting
| Vriendschappelijk (Caracas, Venezuela, 15 november 2006): |              |                        |
| Venezuela                                                 | 2 – 1        | Guatemala              |
| Javier Villafraz 4' José Manuel Rey 52'                   | goals        | 73' Florencio Martínez |
| Ricardo Páez 59'                                          | rode kaarten |                        |

### Vijfde ontmoeting
| Vriendschappelijk (Maturín, Venezuela, 11 februari 2009): |              |                       |
| Venezuela                                                 | 2 – 1        | Guatemala             |
| Giancarlo Maldonado 65' José Salomón Rondón 90+3'         | goals        | 52' Dwight Pezzarossi |
|                                                           | rode kaarten | 59' Christian Noriega |

### Zesde ontmoeting
| Vriendschappelijk (Guatemala-Stad, Guatemala, 1 juni 2011): |       |                             |
| Guatemala                                                   | 0 – 2 | Venezuela                   |
|                                                             | goals | 25' Miku 67' Grenddy Perozo |

### Zevende ontmoeting
| Vriendschappelijk (Fort Lauderdale, Verenigde Staten, 1 juni 2016): |              | |
| Guatemala | 1 – 1        | Venezuela |
| Gerson Tinoco 71' | goals        | 84' José Salomón Rondón |
| Wálter Claverí | bondscoach   | Rafael Dudamel |
| Ricardo Jérez Cristian Jiménez Moises Hernández Luis Cardona Hamilton López Rodrigo Saravia José Contreras 73' Gerardo Arias Gerson Tinoco 82' Carlos Ruíz 90' Luis Martínez | opstellingen | Dani Hernández 75' Roberto Rosales Oswaldo Vizcarrondo Mikel Villanueva Wilker Ángel Luis Seijas 71' Rafael Acosta Tomás Rincón 85' Alejandro Guerra 63' Arquímedes Figuera José Salomón Rondón |
| Julian Priego 73' José Pinto 82' Mario Castellanos 90' | wissels      | 63' Rómulo Otero 71' Josef Martínez 75' Alexander González 85' Angelo Peña |
| Luis Cardona 14' | gele kaarten | |

FNFG · A-internationals · Selecties · Guatemalteeks vrouwenelftal
1920 – 1949 ·
1950 – 1969 ·
1970 – 1979 ·
1980 – 1989 ·
1990 – 1999 ·
2000 – 2009 ·
2010 – 2019 ·
2020 − 2029
1921 · 
1922 · 
1923 · 
1923–1929 · 
1930 · 
1931–1934 · 
1935 · 
1935–1942 · 
1943 · 
1944 · 1945 · 
1946 · 
1947 · 
1948 · 
1949 · 
1950 · 
1941 · 1942 · 
1953 · 
1954 · 
1955 · 
1956 · 
1957 · 
1958 · 1959 · 
1960 · 
1961 · 1962 · 
1963 · 
1964 · 
1965 · 
1966 · 
1967 · 
1968 · 
1969 · 
1970 · 
1971 · 
1972 · 
1973 · 
1974 · 
1975 · 
1976 · 
1977 · 
1978 · 1979 · 
1980 · 
1981 · 1982 · 
1983 · 
1984 · 
1985 · 
1986 · 
1987 · 
1988 · 
1989 · 
1990 · 
1991 · 
1992 · 
1993 · 1994 · 
1995 · 
1996 · 
1997 · 
1998 · 
1999 · 
2000 · 
2001 · 
2002 · 
2003 · 
2004 · 
2005 · 
2006 · 
2007 · 
2008 · 
2009 · 
2010 · 
2011 · 
2012 · 
2013 · 
2014 ·
2015 ·
2016 ·
2017 ·
2018 ·
2019 ·
2020 ·
2021 ·
2022 ·
2023 ·
2024
Anguilla ·
Antigua en Barbuda ·
Argentinië ·
Armenië ·
Barbados ·
Belize ·
Bermuda ·
Bolivia ·
Brazilië ·
Britse Maagdeneilanden ·
Canada ·
Chili ·
Colombia ·
Costa Rica ·
Cuba ·
Curaçao ·
Dominica ·
Dominicaanse Republiek ·
Ecuador ·
El Salvador ·
Grenada ·
Guyana ·
Haïti ·
Honduras ·
IJsland ·
Iran ·
Israël ·
Jamaica ·
Japan ·
Mexico ·
Nederlandse Antillen ·
Nicaragua ·
Noorwegen ·
Panama ·
Paraguay ·
Peru ·
Polen ·
Puerto Rico ·
Qatar ·
Saint Lucia ·
Saint Vincent en de Grenadines ·
Slowakije ·
Sovjet-Unie ·
Suriname ·
Trinidad en Tobago ·
Uruguay ·
Venezuela ·
Verenigde Staten ·
Zuid-Afrika ·
Zuid-Korea
FVF · A-internationals · Selecties · Bondscoaches · Statistieken · Venezolaans vrouwenelftal · Olympisch elftal · Venezuela U21 · Venezuela U20 · Venezuela U19 · Venezuela U18 · Venezuela U17
1938 – 1949 ·
1950 – 1959 ·
1960 – 1969 ·
1970 – 1979 ·
1980 – 1989 ·
1990 – 1999 ·
2000 – 2009 ·
2010 – 2019 ·
2020 – 2029
1938 · 
1939–1945 · 
1946 · 
1947 · 
1948 · 
1949 · 1950 · 
1951 · 
1952 · 1953 · 1954 · 
1955 · 
1956 · 
1957–1964 · 
1965 · 
1966 · 
1967 · 
1968 · 
1969 · 
1970 · 
1971 · 
1972 · 
1973 · 
1974 · 
1975 · 
1976 · 
1977 · 
1978 · 
1979 · 
1980 · 
1981 · 
1982 · 
1983 · 
1984 · 
1985 · 
1986 · 
1987 · 
1988 · 
1989 · 
1990 · 
1991 · 
1992 · 
1993 · 
1994 · 
1995 · 
1996 · 
1997 · 
1998 · 
1999 · 
2000 · 
2001 · 
2002 · 
2003 · 
2004 · 
2005 · 
2006 · 
2007 · 
2008 · 
2009 · 
2010 · 
2011 · 
2012 · 
2013 · 
2014 · 
2015 · 
2016 · 
2017 ·
2018 ·
2019 ·
2020 ·
2021 ·
2022 ·
2023 ·
2024
Angola ·
Argentinië ·
Aruba ·
Australië ·
Bahama's ·
Bermuda ·
Bolivia ·
Brazilië ·
Canada ·
Chili ·
China ·
Colombia ·
Costa Rica ·
Cuba ·
Dominicaanse Republiek ·
Ecuador ·
El Salvador ·
Estland ·
Guatemala ·
Guinee ·
Haïti ·
Honduras ·
IJsland ·
Iran ·
Italië ·
Jamaica ·
Japan ·
Joegoslavië ·
Malta ·
Mexico ·
Moldavië ·
Nederlandse Antillen ·
Nicaragua ·
Nieuw-Zeeland ·
Nigeria ·
Noord-Korea ·
Oezbekistan ·
Oostenrijk ·
Panama ·
Paraguay ·
Peru ·
Puerto Rico ·
Saoedi-Arabië · 
Spanje ·
Syrië ·
Trinidad en Tobago ·
Uruguay ·
Verenigde Arabische Emiraten ·
Verenigde Staten ·
Zuid-Korea ·
Zweden ·
Zwitserland